# Lothar Zentgraf
Lothar Zentgraf (* in Bayern) ist ein ehemaliger deutscher Kanute.

## Leben
Zentgraf begann seine sportliche Karriere in den 1950er-Jahren beim Kanu-Club Fulda. Er war spezialisiert auf die Disziplin Wildwasserkanu und war im Einer-Kajak erfolgreich. Bei den Weltmeisterschaften 1965 gewann er im Wildwasser Einer-Kajak (K 1) mit seiner Mannschaft (Zentgraf, Karl Heinz Englet und Heinz Pasiek). Diesen Erfolg wiederholte er bei den Weltmeisterschaften 1969 mit der Mannschaft in der Zusammensetzung Bernhard Kast, Jochen Schwarz und Lothar Zentgraf.

## Ehrungen und Auszeichnungen
Für den Gewinn der Weltmeisterschaft erhielt er das Silberne Lorbeerblatt.